# David Morier

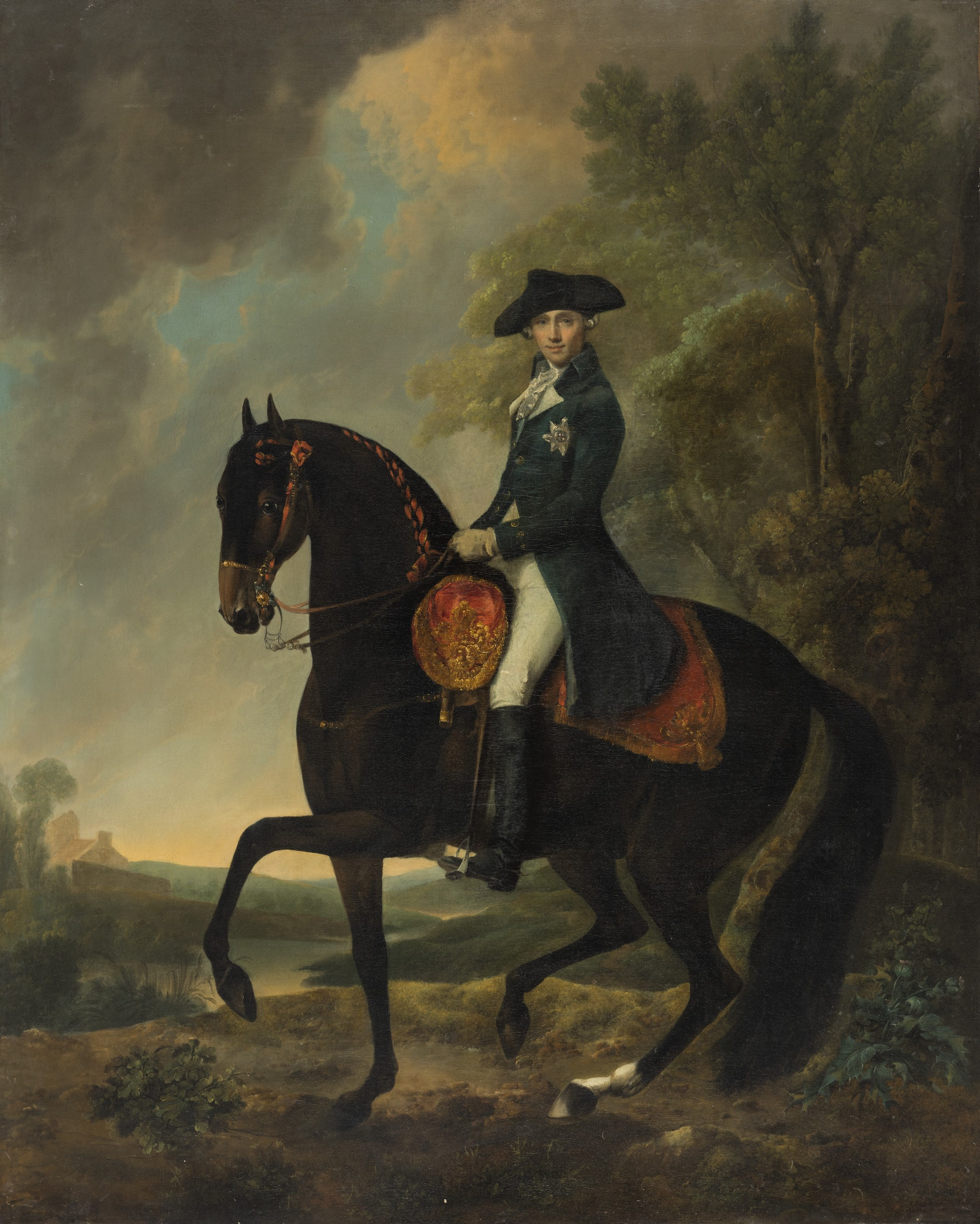
Reiterporträt von Henry, Herzog von Cumberland und Strathearn, gemalt von David Morier um 1765

Pierre David Morier (* um 1705 in Bern; † Januar 1770 in London) war ein Schweizer Maler, welcher vor allem während und nach der Zeit des Österreichischen Erbfolgekriegs durch seine Reiterporträts der königlichen Familie des heutigen Vereinigten Königreichs berühmt wurde. Morier zeichnete sich ebenfalls als Schlachten- und Tiermaler aus. Eines seiner berühmtesten Schlachtengemälde ist jenes der Schlacht bei Culloden.

## Karriere in Grossbritannien

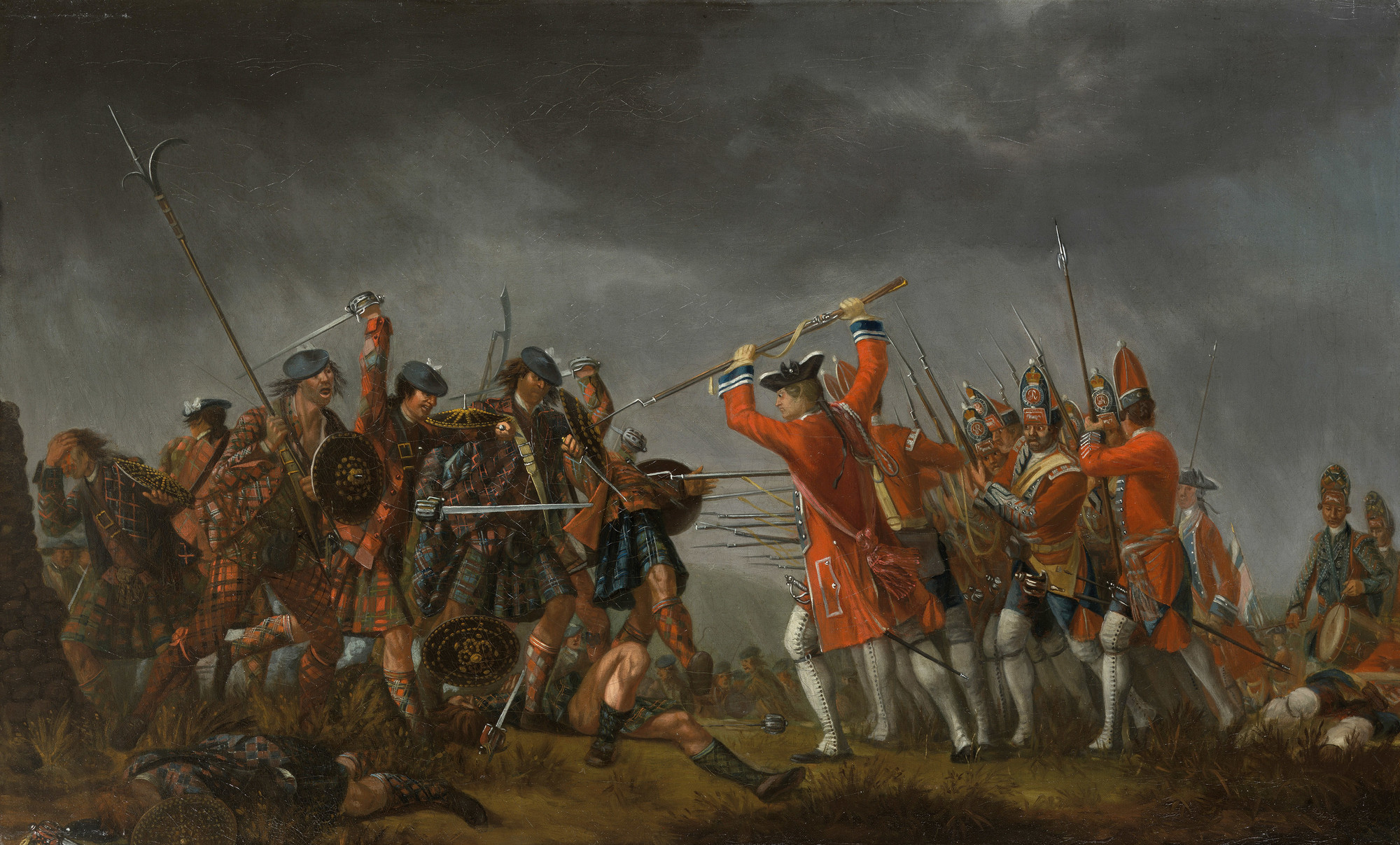
David Morier: An Incident in the Rebellion of 1745, auch Schlacht bei Culloden genannt

Über David Moriers Leben in der Schweiz ist wenig bekannt. Morier kam 1743 nach England, wo er zu einem gefragten Porträtisten für Reiterporträts wurde. Innerhalb der ersten Jahre nach seiner Ankunft in England machte er die Bekanntschaft von William Augustus, Herzog von Cumberland. Der Herzog war zu dieser Zeit der Oberbefehlshaber der britischen Armee. Der Herzog erkannte Moriers Talent und förderte ihn nach Kräften. Morier wurde zum ständigen Begleiter des Herzogs und folgte ihm und seiner Armee auch nach Schottland in die Schlacht bei Culloden, welche Morier in seinem berühmten Gemälde An Incident in the Rebellion of 1745 festhielt. Dieses Gemälde befindet sich heute im Queen’s Ante Chamber im Holyrood Palace in Edinburgh.
Während der Zeit in der Gefolgschaft des Herzogs von Cumberland entstanden weitere berühmte Werke von Morier, darunter die bekannten Reiterporträts des Herzogs von Cumberland, die Porträts der britischen Könige Georg II. und Georg III. sowie die Serie von Porträts, welche heute als die Grenadier Paintings bekannt sind: Porträts von Soldaten, welche über die Beschaffenheit der Uniformen sowie der Ausrüstung der britischen Soldaten bis zur Zeit des Siebenjährigen Krieges Auskunft geben. 
Aufgrund der Niederlage in der Schlacht bei Hastenbeck verlor der Herzog seine militärische Position. Damit einhergehend neigte sich die Karriere von Morier unter der Protektion des Herzogs seinem Ende entgegen und endete spätestens mit dessen Tod 1765. Morier bezog – vermutlich bis zum Tod des Herzogs – von diesem eine jährliche Pension von 100 Pfund Sterling. Nach dem Wegfall der Pension kam Morier in finanzielle Schwierigkeiten und kam wegen seiner Schulden 1769 ins Fleet-Gefängnis, wo er im Januar 1770 verstarb. Seine Kollegen der Society of Artists of Great Britain bezahlten sein Begräbnis. Morier wurde auf dem Friedhof von St. James’s Church, Clerkenwell, in London am 8. Januar beerdigt.

## Werk
David Moriers Werk zeichnet sich vor allem durch seine Detailtreue aus, insbesondere bei Uniformen, Orden und Ehrenzeichen sowie Reitsätteln, Satteltaschen, Schabracken und dem Zaumzeug von Pferden. Seine Reiterporträts zeigen jeweils eine markante Darstellung des Pferdekopfes, mit leuchtenden, leicht vorstehenden Augen und der betont gerundeten Nase mit grossen Nüstern und spitzen Ohren. Pferd und Reiter sind jeweils in erhabener Pose festgehalten, wobei das Pferd meist im Schritt.   
Moriers Werke haben sich in zahlreichen Museen und privaten Sammlungen erhalten, darunter der Royal Collection sowie der National Portrait Gallery.

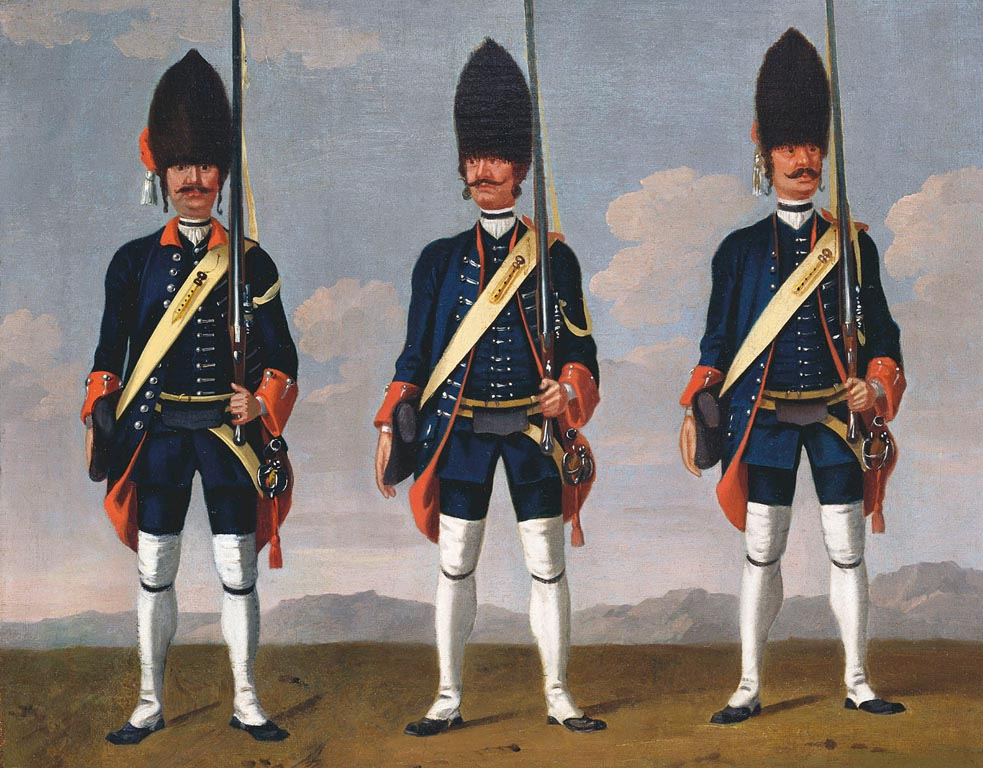
Grenadiers, Infantry Regiments Hirzel, Constant(?) and Stuerler(?), 1748

## Ausstellungen
David Morier zeigte einige seiner Werke an der ersten Ausstellung der Society of Artists of Great Britain 1760. Ebenso stellte er dort 1762, 1765 und 1768 aus. Meist zeigte er Reiterporträts. Im letzten Jahr zeigte er auch ein Gemälde mit dem Titel An Old Horse and the Farmer.